# Pagani Huayra

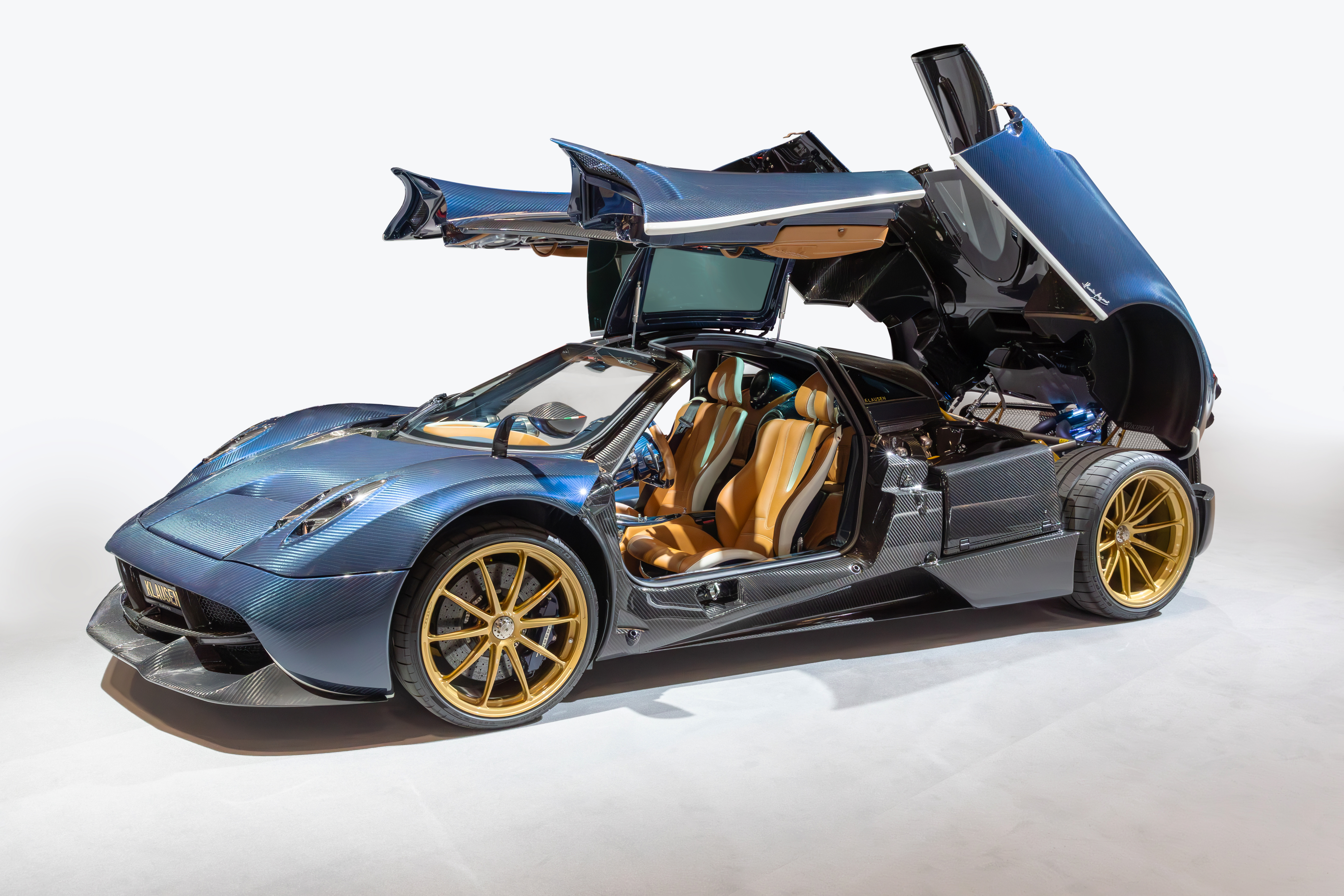
Pagani Huayra Coupé (2012–2018)

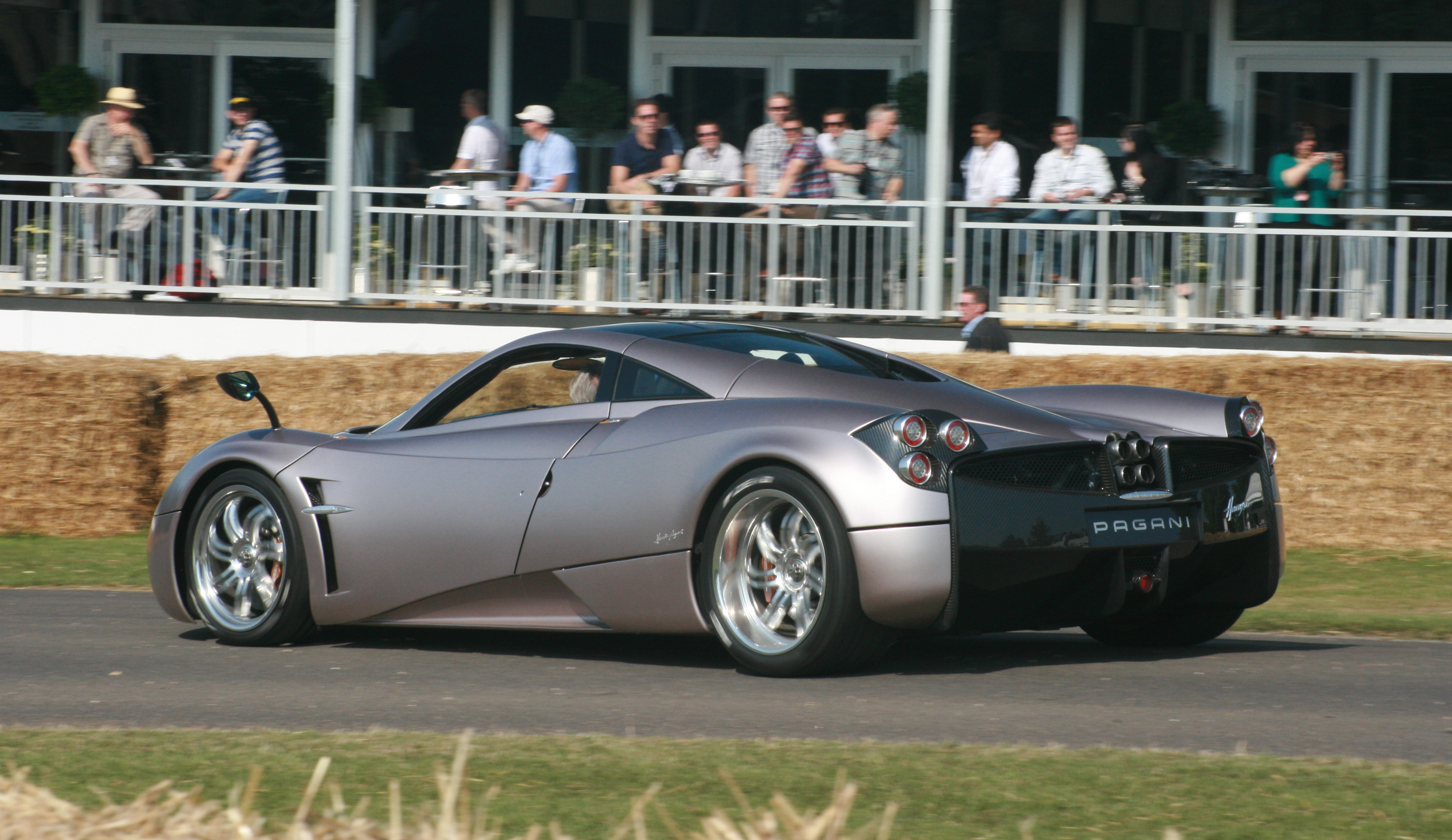
Heckansicht des Coupés

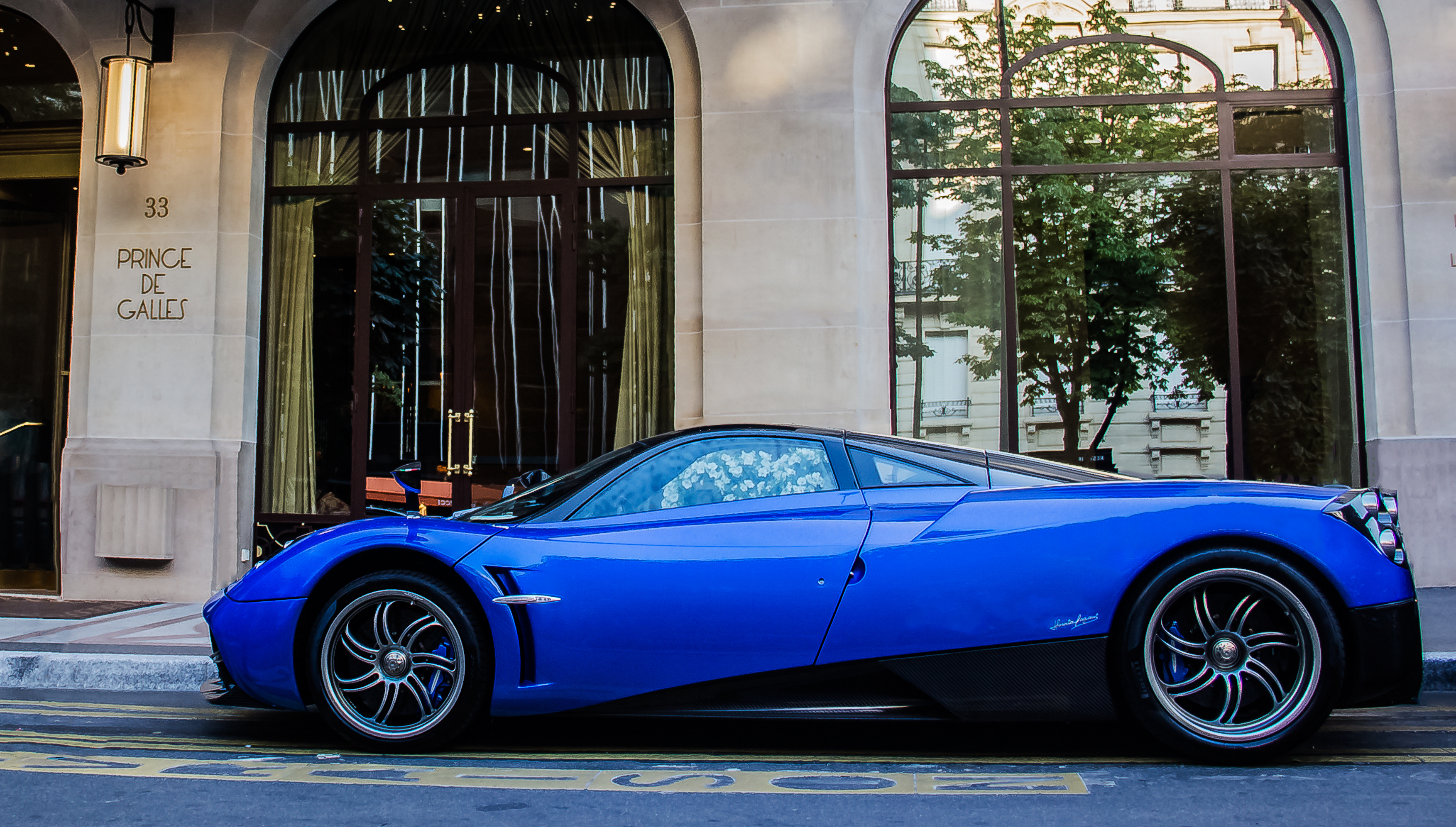
Seitenansicht

Der Pagani Huayra ist ein Supersportwagen, der seit 2012 vom italienischen Sportwagenhersteller Pagani in Modena gefertigt wird. Der Fokus bei der Entwicklung lag auf möglichst geringem Gewicht des Zweisitzers.

## Name
„Huayra Tata“ heißt in der Sprache der südamerikanischen Quechua „Vater Wind“ und war der Name einer ihrer Gottheiten.

## Produktion
Der Huayra entstand, wie schon sein Vorgänger Zonda, vollständig in Handarbeit. Die Herstellung eines Fahrzeuges dauerte etwa einen Monat. Bis Anfang 2013 wurden 15 Fahrzeuge an Kunden ausgeliefert. Das letzte Coupé-Modell ging 2019 mit dem Imola in Produktion, der letzte Roadster im Herbst 2020 bis zum Imola-Roadster Ende 2023. Im März 2021 stellte Pagani mit dem Huayra R eine Rennstreckenversion ohne Straßenzulassung vor. Bislang wurden 243 Huayra gefertigt. Das zunächst auf 99 Stück limitierte Nachfolgemodell Utopia wurde im September 2022 vorgestellt.

## Karosserie
Die Karosserie des Huayra besteht aus einem CFK-Titan-Monocoque. An Front und Heck der Karosserie befinden sich je zwei automatisch einstellbare Abtriebshilfen, die eine aerodynamische Balance herstellen sollen. Die kleinen Klappen werden von einer Steuerelektronik betätigt, die außer der Geschwindigkeit, Gierrate, Querbeschleunigung und Gaspedalstellung auch den Lenkradeinschlag mit einbezieht.

## Roadster

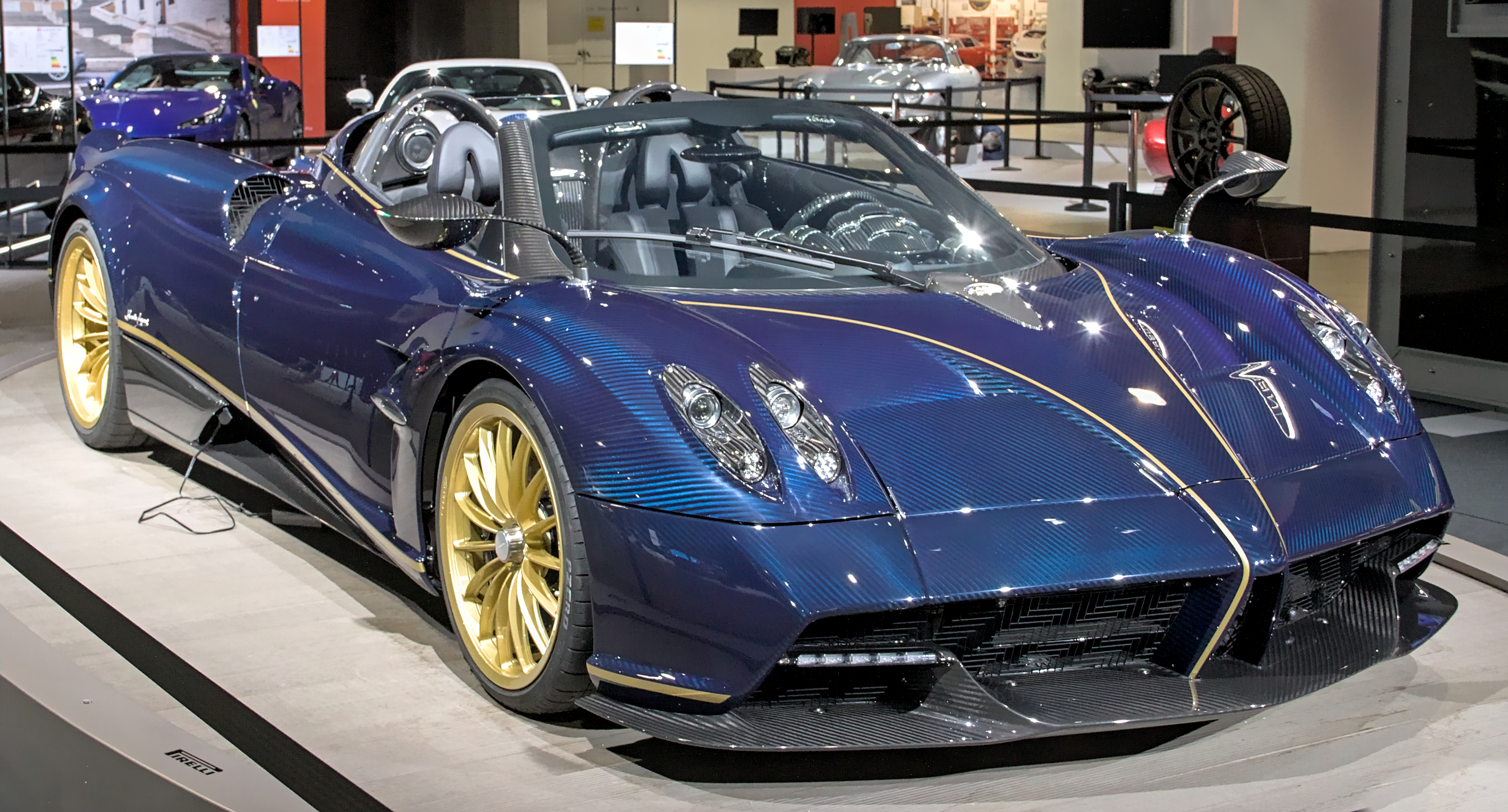
Pagani Huayra Roadster

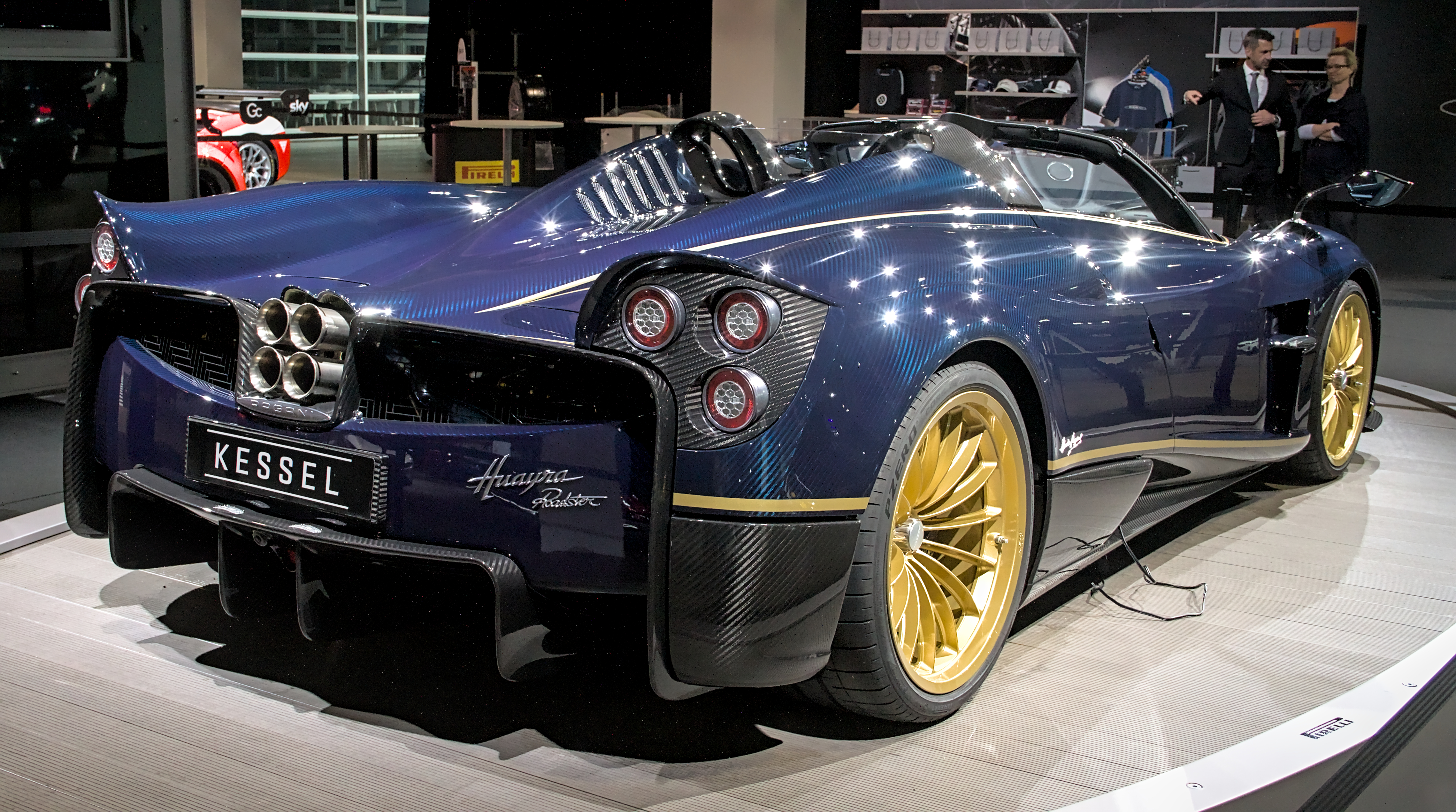
Heckansicht

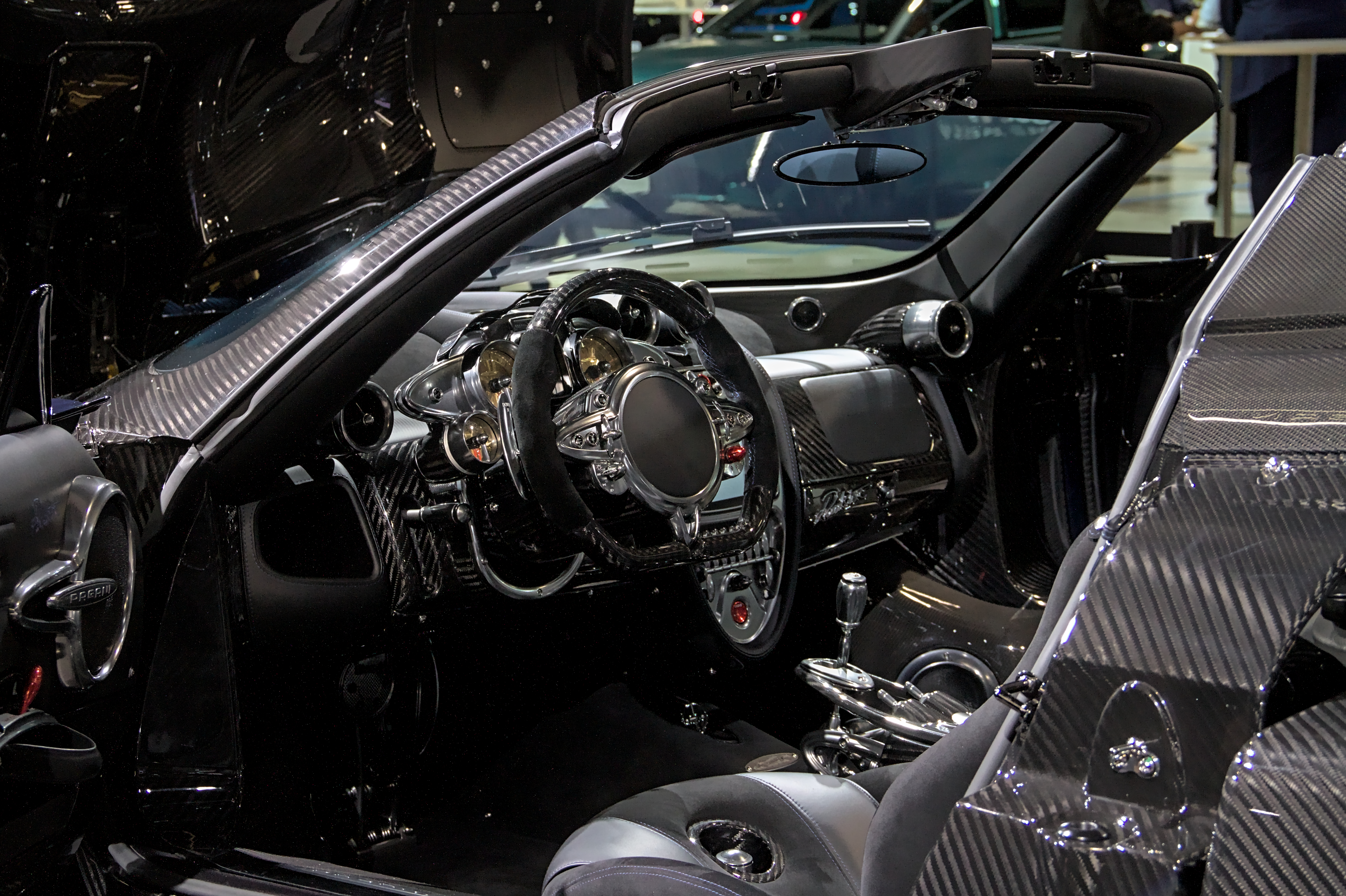
Innenansicht

Auf dem 87. Genfer Auto-Salon 2017 präsentierte Pagani den Huayra Roadster. Dieser ist auf 100 Exemplare limitiert, schon bei der Veröffentlichung der ersten Bilder waren die Wagen verkauft.

## Sondereditionen
Pagani hat auf Kundenwunsch mehrere Sondereditionen des Huayra entwickelt.

### Carbon Edition
Die erste Sonderausgabe war die 2012 vorgestellte Pagani Huayra Carbon Edition zusammen mit der White Edition. Die Karosserie besteht wie die Räder vollständig aus kohlenstofffaserverstärktem Kunststoff (CFK), die Innenausstattung zum Teil, daher der „Carbon“-Teil des Namens. Der Innenraum ist mit roten Lederpolstern und Kohlenstofffasereinsätzen ausgestattet. Die technischen Daten entsprechen denen des Standard-Huayra.

### White Edition
Die White Edition wurde 2012 zusammen mit der Carbon Edition vorgestellt. Das Auto hat eine weiße und schwarze CFK-Außenseite, eine weiße und schwarze Innenseite und Leichtmetallräder mit Kohlenstofffasern verstärkt.

### La Monza Lisa
Diese Sonderedition Huayra mit dem Namen „La Monza Lisa“ wurde für den bekannten Autosammler Kris Singh gebaut. Er hat vom Zonda Revolucion inspirierte dreifarbige Rennstreifen und Seitenstreifen und ein leuchtend rotes Interieur mit weißen Nähten, ähnlich dem des Zonda F Roadster. Auf Kundenwunsch hat Pagani auch die Firewall hinter den Insassen so überarbeitet, dass sie in einer Mischung aus mattem und glänzendem CFK ausgeführt ist, um einen visuellen Effekt zu erzielen und auf Wunsch des Kunden mehr Motorvibrationen auf die CFK-Sitze zu übertragen. La Monza Lisa hat außerdem eine Abgasanlage und maßgeschneiderte Turbolader von Michael Kübler und Mercedes-AMG.

### 730S „Da Vinci“
Die 730S Special Edition wurde im Februar 2015 in der AutoGallery in Beverly Hills vorgestellt. Das Einzelstück ist bezüglich seines Designs an die limitierte Kleinserie „Zonda Tricolore“ des Vorgängermodells Pagani Zonda angelehnt, von der ebenfalls nur drei Exemplare produziert wurden. Das Auto wurde speziell für Alejandro Salomon (alias Salomondrin) gebaut, einen mexikanisch-amerikanischen Unternehmer, ehemaligen Filmproduzenten und YouTube-Persönlichkeit.
Das Auto wurde später an David Lee, einen Schmuck- und Uhrentycoon und einen bekannten Ferrari-Sammler, verkauft da Salomondrin der Ansicht war, dass das Auto nach seinem letzten Auftritt in der von ihm moderierten Serie Hyper Five nicht den Anforderungen entsprach, die andere Hyperautos wie den Porsche 918, LaFerrari und den P1 hatten. Das Auto wurde später von Lee nach seinem Kauf in „Da Vinci“ umbenannt und mit dem Tempesta-Paket aufgerüstet.

### Huayra BC Kingtasma
Ein Pagani Huayra BC aus rot lackiertem kohlenstofffaserverstärkten Kunststoff wurde in die USA geliefert und wird vom Eigentümer als „Kingtasma“ bezeichnet. Das Kingtasma ist eines von nur vier Pagani Huayra BC-Modellen, die mit einem Dachspoiler ausgestattet sind. Es ist auch das einzige Huayra BC, das ab Werk mit einem Getränkehalter ausgestattet ist. Es hat goldene Kronen aus CFK an der Unterseite der beiden hinteren Klappen. Das Huayra BC Kingtasma gehört einem amerikanischen Immobilienmagnaten an der Ostküste der USA. Der Besitzer, dasselbe Vater-Sohn-Duo, besitzt auch den Pagani Huayra namens „The King“.

### Huayra BC Macchina Volante
Der Sammler Kris Singh hatte ein spezielles BC namens „Macchina Volante“ (die Flugmaschine) in Auftrag gegeben, das 2017 gebaut wurde und mit blauem CFK und einigen italienischen Flaggen geschmückt war. Es hat auch zusätzliche hintere Lufteinlässe und blaue Bremssättel.

### Pearl
Die im Mai 2016 vorgestellte Huayra-Perle ist eine Sonderausgabe der Huayra. Sie hat den im Zonda C12 eingeführten geteilten Heckflügel und die Dachluftschaufel des Zonda Cinque. Wie die Carbon Edition und der Da Vinci hat das Auto eine CFK-Karosserie mit sichtbarer Kohlenstofffasertextur in dunkelblauer Farbe. Es war in einen Unfall in Paris im Juli 2016 verwickelt, wurde jedoch 2017 vom Werk mit einem verbesserten Motor mit einer Leistung von 1350 PS/993 kW (statt 1332 PS) wieder aufgebaut und ist damit der leistungsstärkste Huayra, der jemals hergestellt wurde. Der Wagen kann in 2,2 Sekunden von 0 auf 97 km/h beschleunigen und hat eine Höchstgeschwindigkeit von über 380 km/h (Werksangabe). Er teilt viele Komponenten mit dem Huayra BC und dem Zonda R, einschließlich der Federung, des Getriebes, des oben montierten Lufteinlasses und des vom Motorsport abgeleiteten CFK-Titan-Monocoque, das um 132 kg (291 lb) leichter ist. Der Umbau dauerte 24 Monate.

### Dinastia

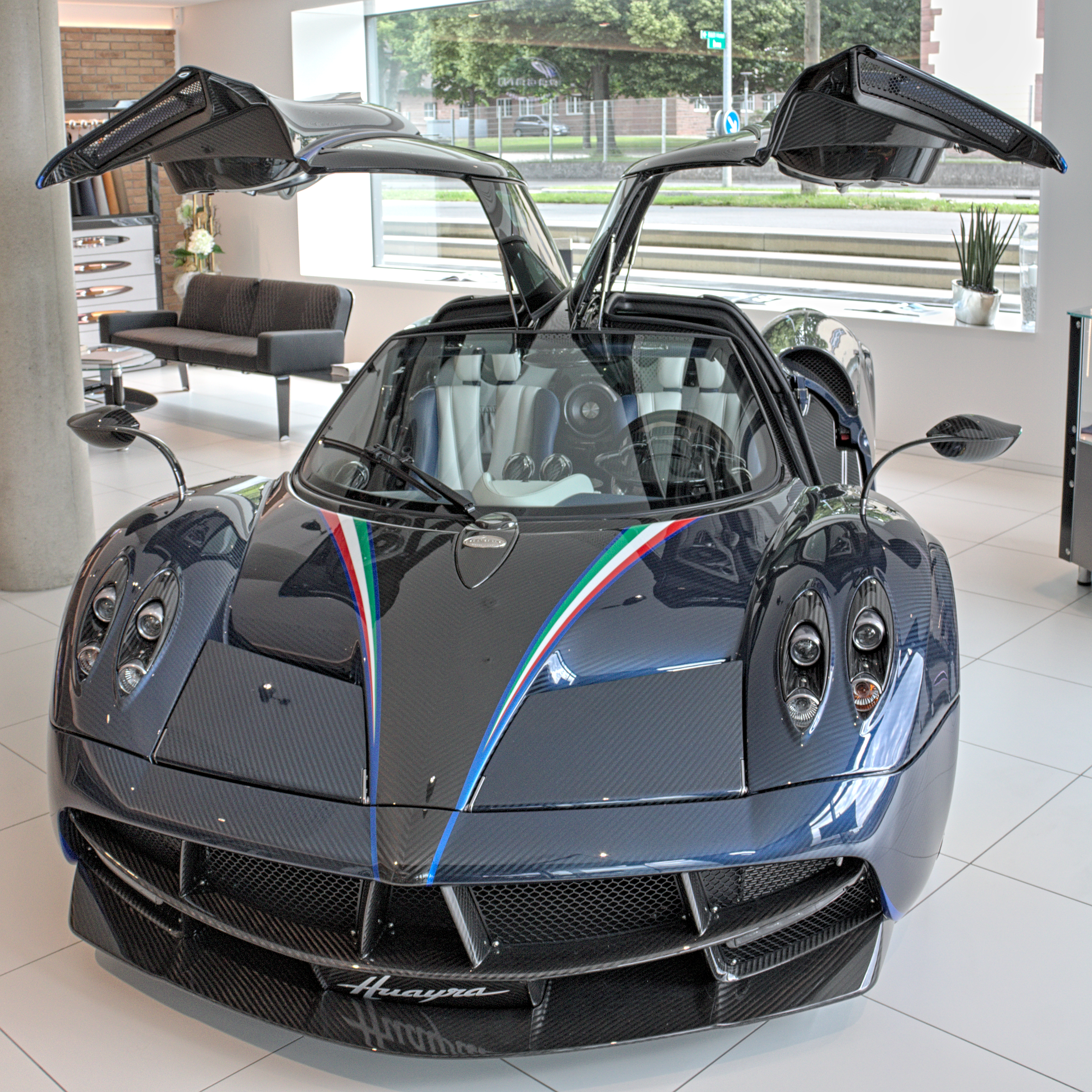
Pagani Huayra Dinastia Baxia

Der Huayra Dinastia war eine Sonderausgabe von drei Huayra-Coupés, die 2016 der Öffentlichkeit vorgestellt wurden. Horacio Paganis Inspiration für dieses Auto kam von der Nine-Dragon Wall in China. Ursprünglich war geplant, drei Autos zu bauen und zu verkaufen, aber nach Oktober 2016 wurde auf Wunsch der Kunden und nach Untersuchungen, die belegen, dass Lila und Rot zur gleichen Farbfamilie gehören (Magentatöne), das Rot durch das Lila ersetzt. Jede Einheit hat auch eine bestimmte Lackierung. Das Design des Autos spiegelt Horacios Besuch wider, wobei das Lackdesign jeder Einheit einem der Drachen an der Wand ähnelt, und es hat auch eine aerodynamische Flosse auf der Rückseite, die meistens einem Drachenschwanz ähnelt.
Die Lackierungen der Autos sind:
- Blaue Carbonlackierung (Baxia, der Wasserdrache)
- Lila Carbon-Lackierung (Yazi, der Kriegerdrache)
- Gold-Carbon-Lackierung (Chiwen, der Schutzdrache von Feuer und Regen)

Mechanisch ist der Dinastia identisch mit dem normalen Pagani Huayra. Pagani hat jedoch eine leichtere Titan-Abgasanlage, neue 21-Zoll-Räder aus geschmiedeter Aluminiumlegierung, einen neuen Frontsplitter und Winglets, tiefere Seitenschweller und eine zusätzliche Heckflosse eingebaut.

### Hermes Edition
Die Huayra Hermès Edition, die 2016 vorgestellt wurde, ist eine Sonderausgabe von Huayra, die dem iranisch-amerikanischen Millionär Manny Khoshbin gehört. Es enthält das Tempesta-Paket sowie eine kaffeebraune Karosserie und eine passende Innenausstattung aus karamellfarbenen Leder, die von Hermès entworfen und in der Fabrik in Paris handgefertigt und genäht wurde. Weitere Änderungen sind ein kundenspezifischer Hermès-Schaltknauf, Einlassgitter mit lasergeschnittenem „H“-Muster, das an das Logo erinnert, und ein Satz passender Huayra-Gepäcktaschen.

### L’Ultimo

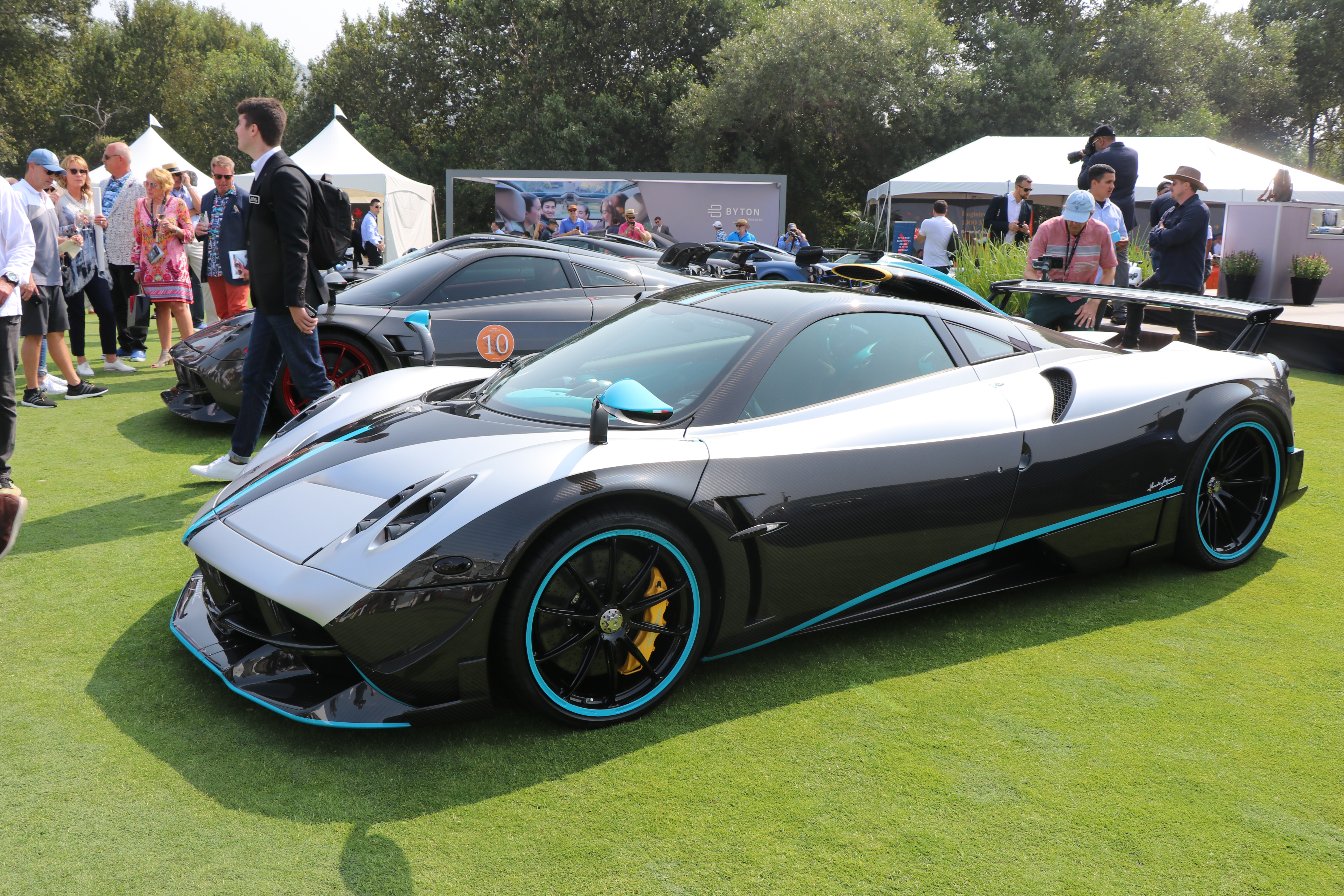
Pagani Huayra L’Ultimo

Der L’Ultimo ist das letzte Huayra-Coupé, das für einen Kunden in den USA gebaut wurde. Es hat die gleichen mechanischen Komponenten wie das Huayra-Coupé, jedoch viele nur für dieses Auto maßgeschneiderte Teile, wie das Pacchetto Tempesta-Aerodynamikpaket, einen Lufteinlass über dem Dach ähnlich dem des Zonda R und einen maßgeschneiderten Heckflügel. Einzigartig ist auch die Lackierung, die vom F1-Auto des Formel-1-Fahrers Lewis Hamilton inspiriert wurde. Der Innenraum mit weißen Ledersitzen, türkisfarbenen Fußmatten und türkisfarbener Mittelkonsole steht ebenfalls im Kontrast zur Außenfarbe.

### Imola

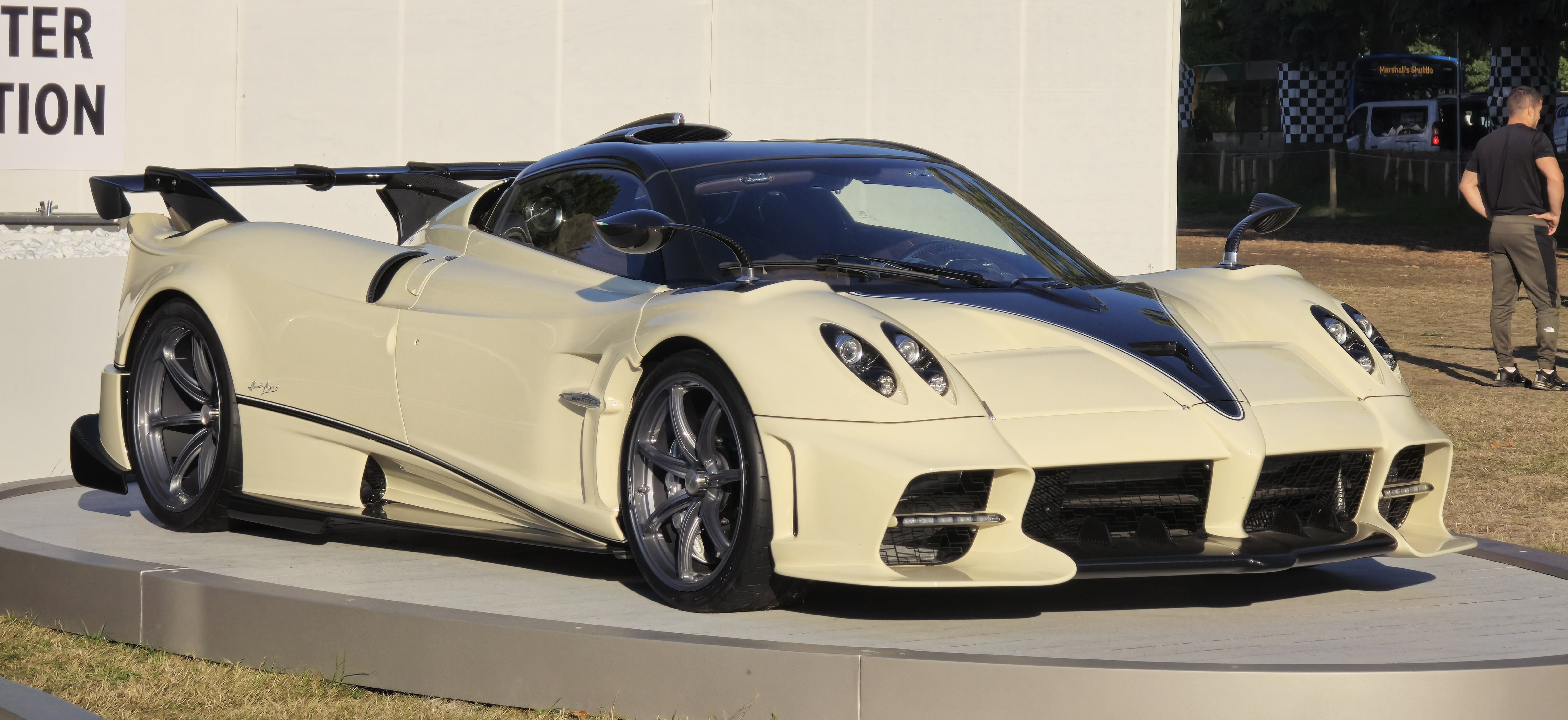
Pagani Imola Roadster

Der Imola, benannt nach dem italienischen Ort Imola mit der Rennstrecke Autodromo Enzo e Dino Ferrari, ist eine Variante des Huayra mit aerodynamischen Teilen. Der Imola wurde im September 2019 bei einer privaten Zeremonie in der Schweiz vorgestellt und wird nur in fünf Exemplaren hergestellt. Der erste Kunde des Imola ist Oleg Egorov, Gründer und Inhaber von TopCar Design.
Der Imola hat einen V12-Motor von Mercedes-AMG, der auf 608 kW (827 PS) und 1100 Nm angepasst ist. Maßnahmen zur Gewichtsersparnis wie eine neue Kohlenstofffasermischung und ein leichter Farbauftrag haben das Trockengewicht des Imola auf 1246 kg reduziert. Zu den äußeren Änderungen gegenüber dem Standard-Huayra gehören ein großer Diffusor mit sieben Abschnitten und orangefarbenen Akzenten, eine große Dachschaufel, eine Haifischflosse, stärker ausgeprägte Seitenschweller und ein breiter fester Heckflügel mit integriertem Bremslicht.
Im November 2023 wurde vom Imola zudem eine auf acht Exemplare limitierte Roadster-Version vorgestellt. Hier wird die maximale Leistung mit 625 kW (850 PS) angegeben.

### Tricolore
Nach der Frecce Tricolori benannt ist das im Dezember 2020 vorgestellte Sondermodell Tricolore. Das Modell auf Basis des Roadsters ist auf 3 Exemplare limitiert und weist designtechnisch Ähnlichkeiten zu der italienischen Kunstflugstaffel auf. Der V12-Motor von Mercedes-AMG leistet im Tricolore 618 kW (840 PS) und 1100 Nm.

### R

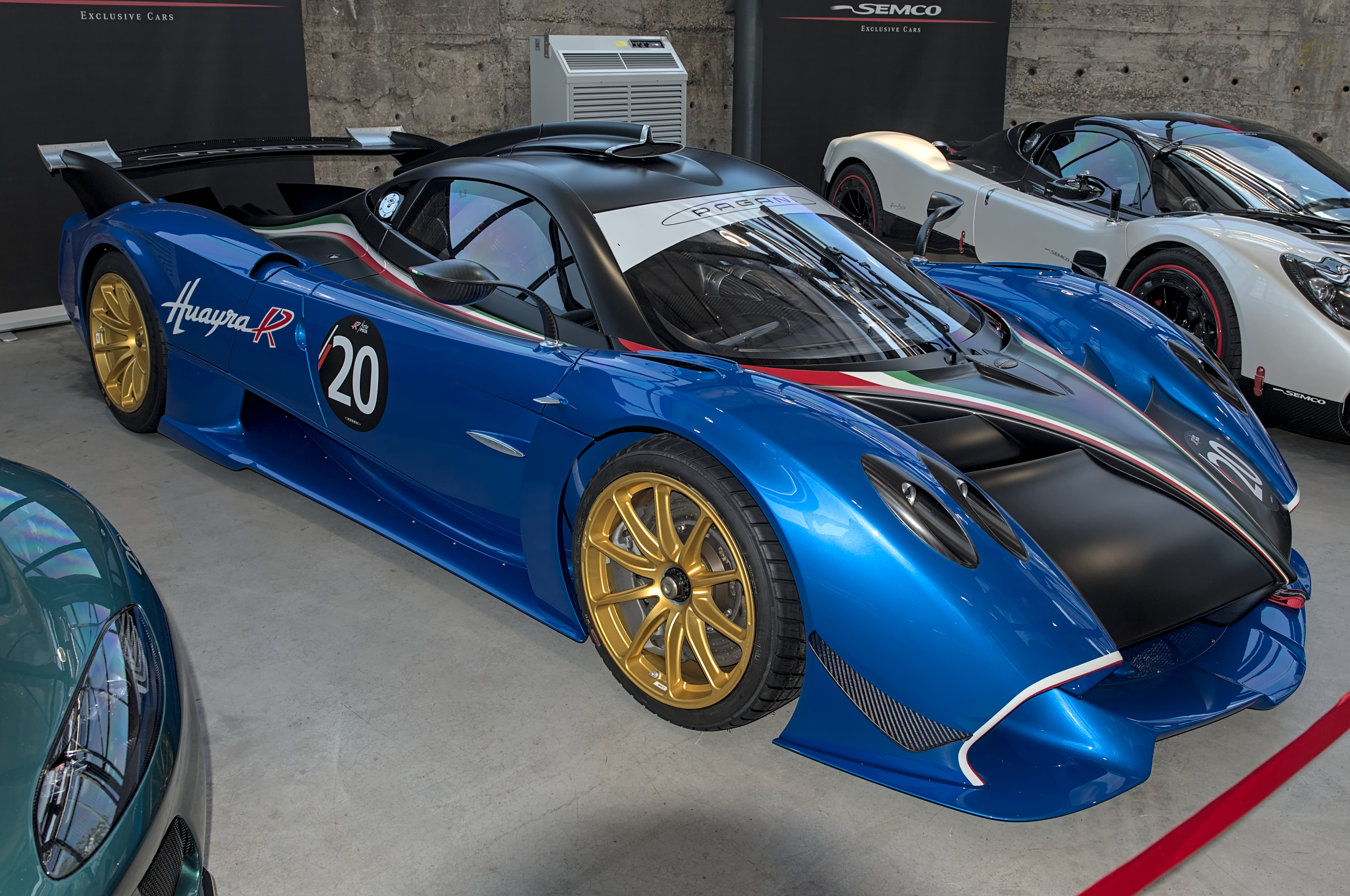
Pagani Huayra R

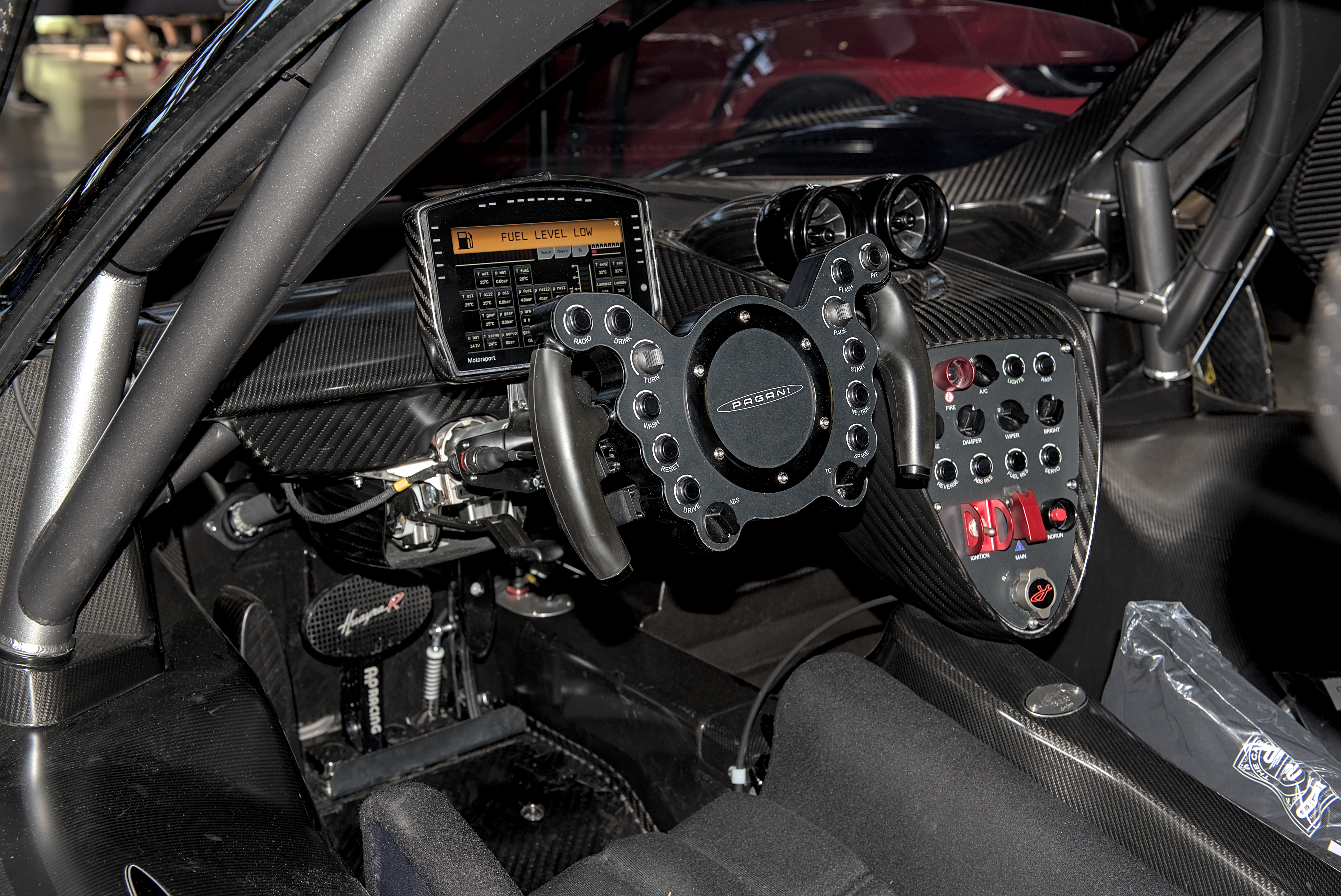
Innenansicht R

Der auf 30 Exemplare limitierte R wurde im März 2021 vorgestellt, hat keine Straßenzulassung und sollte das letzte Modell der Huayra-Baureihe sein. Der V12-Saugmotor ist eine Neuentwicklung von HWA und leistet 625 kW (850 PS). Der große Heckflügel bewirkt bei 320 km/h eine Tonne Abtrieb.

### Codalunga

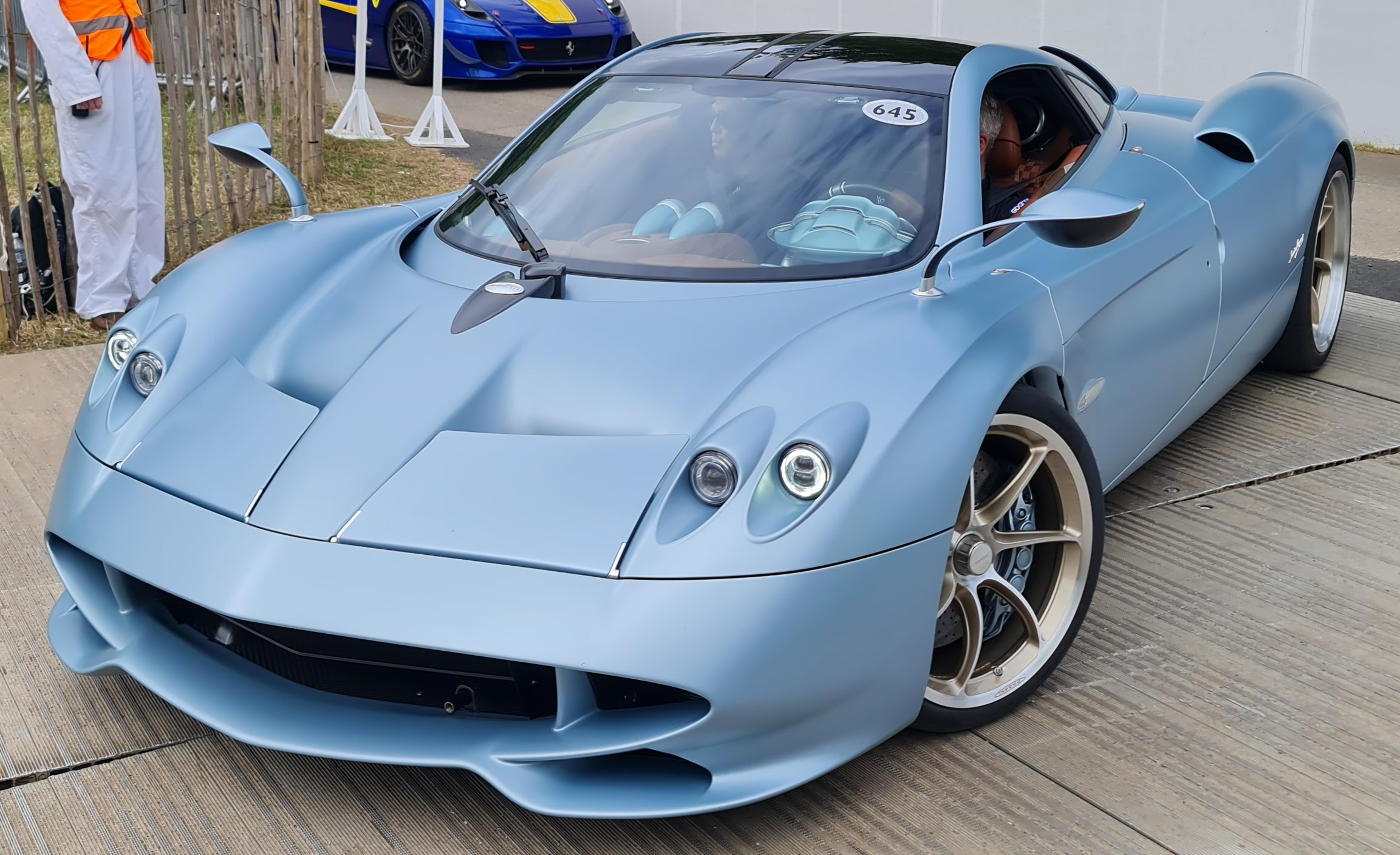
Pagani Huayra Codalunga

Eine neue Variante des Sportwagens präsentierte Pagani im Juni 2022 mit dem Codalunga. Sie ist gestalterisch durch Longtail-Le-Mans-Rennwagen (deutsch Lang-Heck) der 1960er-Jahre inspiriert. Wie im Tricolore leistet der V12-Motor von Mercedes-AMG maximal 618 kW (840 PS) und 1100 Nm. Das Fahrzeug ist auf 5 Exemplare limitiert.
Im Juli 2025 wurde mit dem Codalunga Speedster zudem eine auf zehn Exemplare limitierte Roadster-Version vorgestellt. Die maximale Leistung wird bei diesem Modell mit 635 kW (864 PS) angegeben.

### R Evo
Im Februar 2024 wurde mit dem R Evo die leistungsstärkste Version der Baureihe vorgestellt. der V12-Motor, entwickelt von der HWA AG leistet maximal 662 kW (900 PS) und hat ein maximales Drehmoment von 770 Nm. Eine Straßenzulassung erhält das Modell nicht.

### Epitome

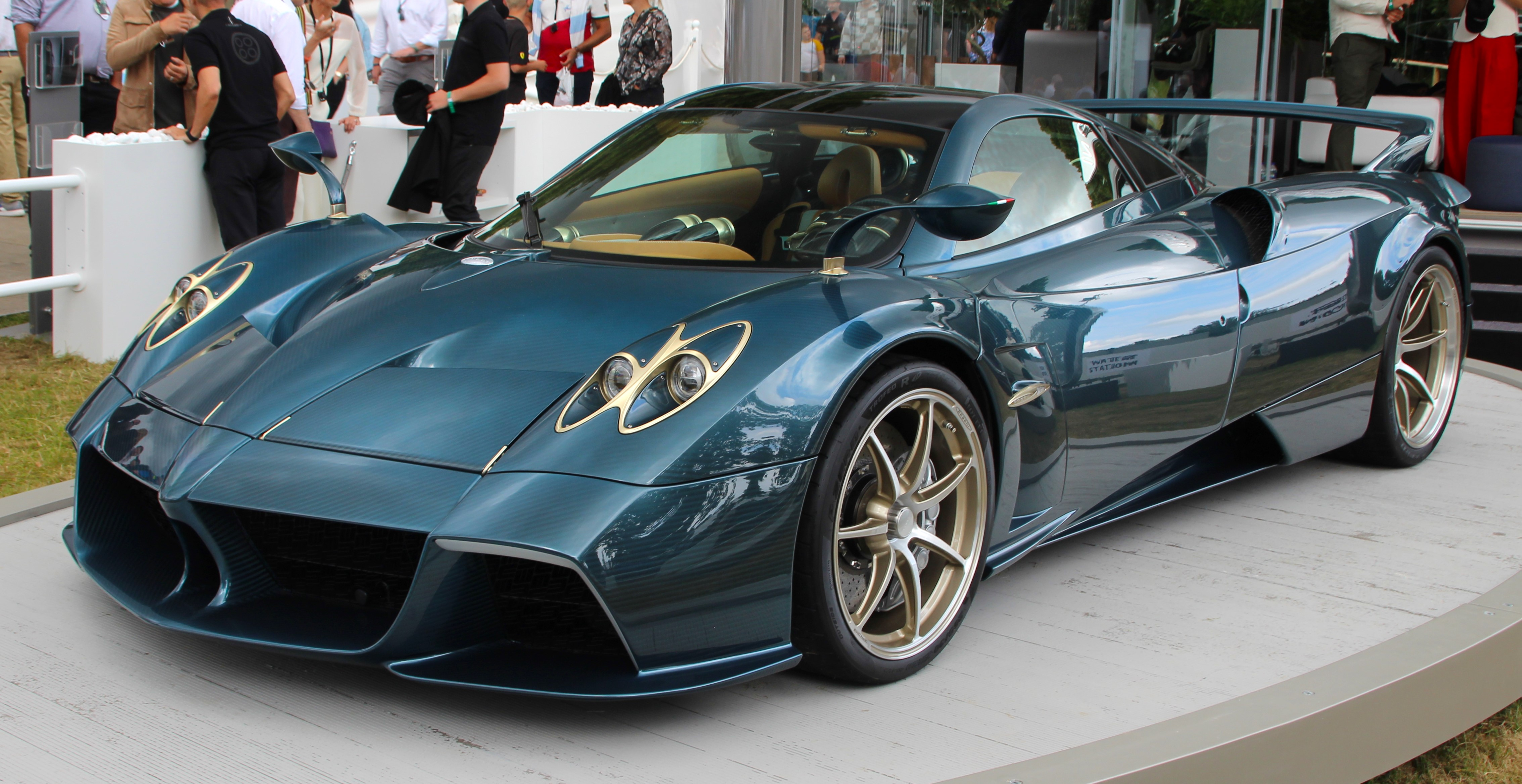
Pagani Huayra Epitome

Ein Einzelstück ist der Epitome. Er wurde auf Kundenwunsch gefertigt und im Juli 2024 auf dem Goodwood Festival of Speed der Öffentlichkeit präsentiert. Es ist der erste Huayra mit einem Schaltgetriebe.

## Technische Daten
Das Fahrzeug verfügt über einen Twinturbo-V12-Motor von der Mercedes-Benz Group, den AMG speziell für den Pagani Huayra fertigt. Es handelt sich dabei um eine Variante des Mercedes-Benz M 275/M 285, den AMG in den 65er Modellen von S-, SL- und G-Klasse verbaut. Das sequenzielle Siebengang-Getriebe stammt vom britischen Motorsport-Zulieferer Xtrac.
|                         | Huayra                       | Huayra BC *                  | Imola                        | Huayra Tricolore             | Huayra R                    | Huayra Codalunga             | Huayra R Evo                  | Huayra Roadster              | Huayra Roadster BC *         | Imola Roadster               | Huayra Epitome               | Huayra Codalunga Speedster   |
| ----------------------- | ---------------------------- | ---------------------------- | ---------------------------- | ---------------------------- | --------------------------- | ---------------------------- | ----------------------------- | ---------------------------- | ---------------------------- | ---------------------------- | ---------------------------- | ---------------------------- |
| Bauzeitraum             | 2012–2018                    | 2016–2019                    | 2020                         | 2020                         | seit 2021                   | 2022–2024                    | seit 2022                     | 2017–2019                    | 2019–2020                    | seit 2023                    | 2024                         | seit 2025                    |
| Stückzahl               | 100                          | 20                           | 5                            | 3                            | 30                          | 5                            |                               | 100                          | 40                           | 8                            | 1                            | 10                           |
| Motor                   | V12 Twin-Turbo, hinten längs | V12 Twin-Turbo, hinten längs | V12 Twin-Turbo, hinten längs | V12 Twin-Turbo, hinten längs | V12, hinten längs           | V12 Twin-Turbo, hinten längs | V12, hinten längs             | V12 Twin-Turbo, hinten längs | V12 Twin-Turbo, hinten längs | V12 Twin-Turbo, hinten längs | V12 Twin-Turbo, hinten längs | V12 Twin-Turbo, hinten längs |
| Ventile                 | 36                           | 36                           | 36                           | 36                           | 48                          | 36                           | 48                            | 36                           | 36                           | 36                           | 36                           | 36                           |
| Hubraum                 | 5980 cm³                     | 5980 cm³                     | 5980 cm³                     | 5980 cm³                     | 5987 cm³                    | 5980 cm³                     | 5987 cm³                      | 5980 cm³                     | 5980 cm³                     | 5980 cm³                     | 5980 cm³                     | 5980 cm³                     |
| Leistung bei 1/min      | 537 kW (730 PS)/5800         | 588 kW (800 PS)/6200         | 608 kW (827 PS)/             | 618 kW (840 PS)/5900         | 625 kW (850 PS)/8250        | 618 kW (840 PS)/5900         | 662 kW (900 PS)/8750          | 562 kW (764 PS)/5500         | 590 kW (802 PS)/5900         | 625 kW (850 PS)/5600         | 635 kW (864 PS)/6000         | 635 kW (864 PS)/6000         |
| Drehmoment bei 1/min    | 1000 Nm/2250                 | 1100 Nm/4000                 | 1100 Nm                      | 1100 Nm/2000–5600            | 750 Nm/5500–8300            | 1100 Nm/2000–5600            | 770 Nm/5800–8200              | 1000 Nm/2300–4300            | 1050 Nm/2000–5600            | 1100 Nm/3600–5600            | 1100 Nm/2800–5900            | 1100 Nm/2800–5900            |
| Antrieb                 | Hinterrad                    | Hinterrad                    | Hinterrad                    | Hinterrad                    | Hinterrad                   | Hinterrad                    | Hinterrad                     | Hinterrad                    | Hinterrad                    | Hinterrad                    |                              |                              |
| Getriebe                | 7-Gang sequenziell           | 7-Gang sequenziell           | 7-Gang sequenziell           | 7-Gang sequenziell           | 6-Gang sequenziell          | 7-Gang sequenziell           | 6-Gang sequenziell            | 7-Gang sequenziell           | 7-Gang sequenziell           | 7-Gang sequenziell           | 7-Gang Handschaltung         | 7-Gang Handschaltung         |
| Reifen v/h              | 255/35 ZR 19 / 335/30 ZR 20  | 255/30 ZR 20 / 325/25 ZR 21  | 265/30 ZR 20 / 355/25 ZR 21  | 265/30 ZR 20 / 355/25 ZR 21  | 275/30 ZR 19 / 325/25 ZR 19 | 265/30 ZR 20 / 355/25 ZR 21  | 280/680 ZR 19 / 345/725 ZR 20 | 255/30 ZR 20 / 325/25 ZR 21  | 265/30 ZR 20 / 355/25 ZR 21  | 265/30 ZR 20 / 355/25 ZR 21  | 265/30 ZR 20 / 355/25 ZR 21  | 265/30 ZR 20 / 355/25 ZR 21  |
| Leergewicht             | 1350 kg                      | 1218 kg                      | 1246 kg                      | 1270 kg                      | 1050 kg                     | 1280 kg                      | 1060 kg                       | 1280 kg                      | 1250 kg                      | 1260 kg                      |                              | 1270 kg                      |
| EU-Normverbrauch/100 km | 15 l Super Plus              |                              |                              |                              |                             |                              |                               |                              |                              |                              |                              |                              |
| CO2-Ausstoß             | 343 g/km                     |                              |                              |                              |                             |                              |                               |                              |                              |                              |                              |                              |
| Tankinhalt              | 100 l                        |                              |                              |                              |                             |                              |                               |                              |                              |                              |                              |                              |
| Vmax                    | 360 km/h                     | 370 km/h                     |                              |                              |                             |                              | 350 km/h                      |                              | 350 km/h                     | 350 km/h                     | 350 km/h                     | 350 km/h                     |
| 0–100 km/h              | 3,3 s                        | 3,0 s                        |                              |                              |                             |                              |                               |                              |                              |                              |                              |                              |
| Grundpreis              | 1.061.480 EUR                | 2.400.000 EUR                | 5.000.000 EUR                | 5.500.000 EUR                | 2.600.000 EUR               | 7.000.000 EUR                |                               | 2.280.000 EUR                | 3.085.000 EUR                |                              |                              |                              |